# الجحار (حبيش)

تعديل مصدري - تعديل

الجحار هي إحدى قرى عزلة وادي المعقاب بمديرية حبيش التابعة لمحافظة إب، بلغ تعداد سكانها 495 نسمة حسب تعداد اليمن لعام 2004.